# Wojownik krótkoczuby
Wojownik krótkoczuby (Nisaetus lanceolatus) – gatunek dużego ptaka drapieżnego z rodziny jastrzębiowatych (Accipitridae). Jest endemiczny dla indonezyjskiej wyspy Celebes i mniejszych wysp okolicznych: Buton, Muna, Banggai czy Sula.
SystematykaGatunki wojowników z Azji były tradycyjnie umieszczane w rodzaju Spizaetus, ale w 2005 roku na podstawie badań molekularnych uznano, że reprezentują one inną linię rozwojową niż wojowniki z Nowego Świata i powinny zostać przeniesione do osobnego rodzaju. Dla nazwania tego rodzaju użyto dostępnej nazwy Nisaetus. Nie wyróżnia się podgatunków.
MorfologiaGrzbiet ma barwę czarno-brązową, ogon szaro-brązową z trzema lub czterema prostopadłymi, białymi pasami. Klatka piersiowa jest blado-ruda, brzuch, uda, nogi i szyja – białe z czarnymi elementami. Młode mają ciemnobrązowy grzbiet i szaro-brązowy ogon z 5–6 białymi, prostopadłymi pasami. Ich głowa jest biała, a wzdłuż szyi i klatki piersiowej biegną brązowe pasy. Osobniki tego gatunku osiągają długość 55–64 cm, a rozpiętość ich skrzydeł wynosi 110–135 cm.
Ekologia i zachowanieŻyją w górskich i nizinnych lasach, na wysokościach od 0 do 2000 m n.p.m., choć rzadko są spotykane powyżej 1500 m n.p.m. Żywią się gadami, niewielkimi ssakami oraz mniejszymi ptakami. Prawdopodobnie polują wypatrując ofiary z gałęzi, a po jej dostrzeżeniu nurkując w jej kierunku.
Okres godowy trwa prawdopodobnie od maja do sierpnia. Jak dotąd opisano tylko jedno gniazdo wojowników krótkoczubych, znajdowało się ono w epifitach na konarze wielkiego drzewa, na wysokości około 20 m nad ziemią.
StatusMiędzynarodowa Unia Ochrony Przyrody (IUCN) uznaje wojownika krótkoczubego za gatunek najmniejszej troski (LC – least concern) nieprzerwanie od 2000 roku; wcześniej, od 1988 roku miał on status „bliski zagrożenia” (NT – near threatened). Liczebność populacji, według szacunków, zawiera się w przedziale 670–6700 dorosłych osobników. Trend liczebności populacji uznaje się za spadkowy.